# イーペル

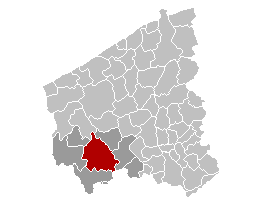
イーペルの位置

イーペル（蘭: Ieper [ˈipər]、仏、英: Ypres フランス語: [ipʁ] イープル 英語: [ˈiːprə]）は、ベルギー西部、フランデレン地域のウェスト=フランデレン州にある都市。ブージンゲ (Boezinge)、ブリーレン (Brielen)、ディッケブス (Dikkebus)、エルフェルディンゲ (Elverdinge)、ホレベーケ (Hollebeke)、シントヤン (Sint-Jan)、フラーメルティンゲ (Vlamertinge)、フォールメーゼレ (Voormezele)、ジレベーケ (Zillebeke)、ザウツホーテ (Zuidschote)の10の地区から構成される。第一次世界大戦中には第一次イーペルの戦いや第二次イーペルの戦いなどでドイツ軍と連合国軍の最前線として長期間戦闘が繰り返され、一時街は廃墟になった。

## 歴史

### 第一次世界大戦以前

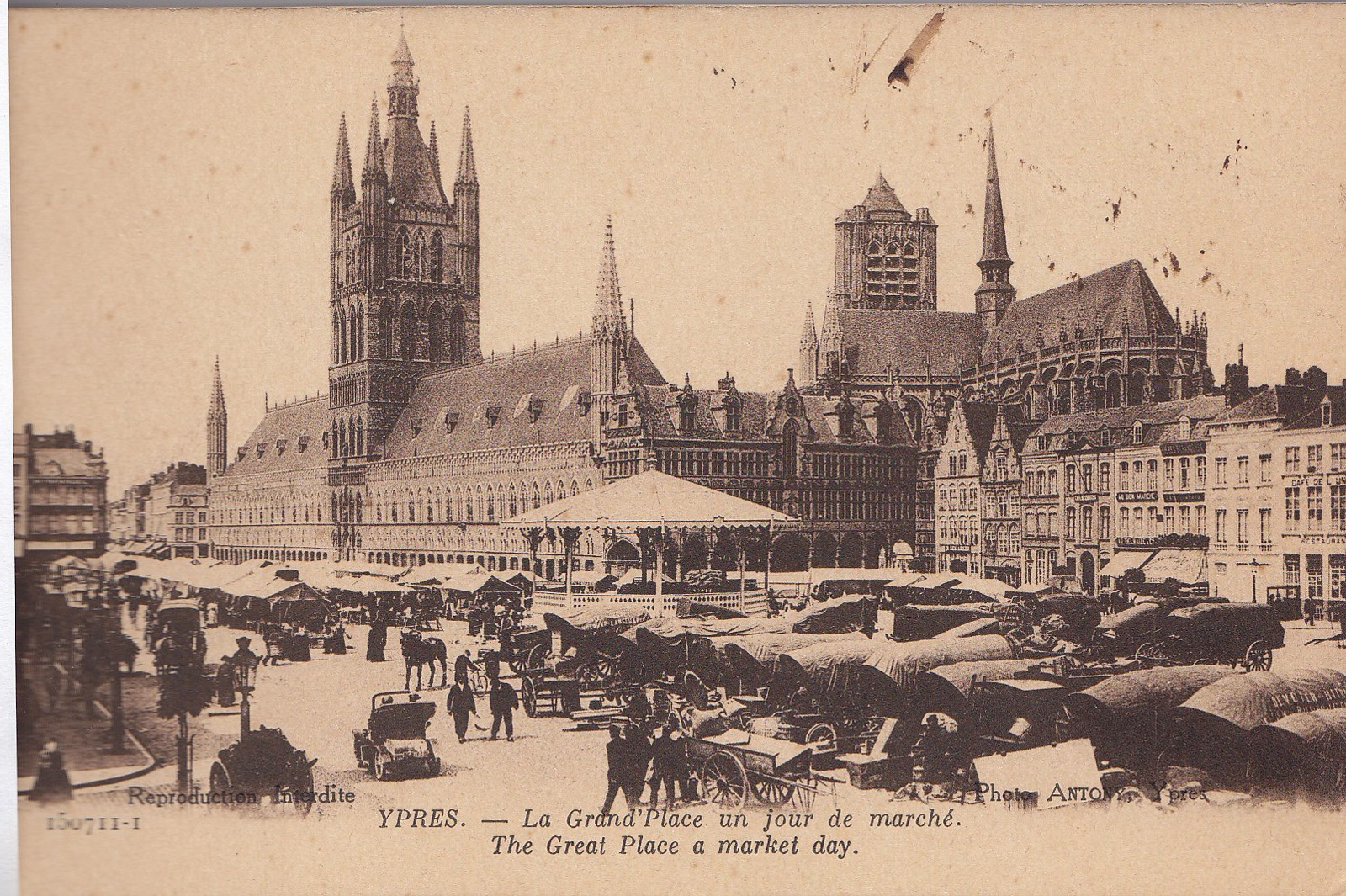
第一次世界大戦前のイーペル

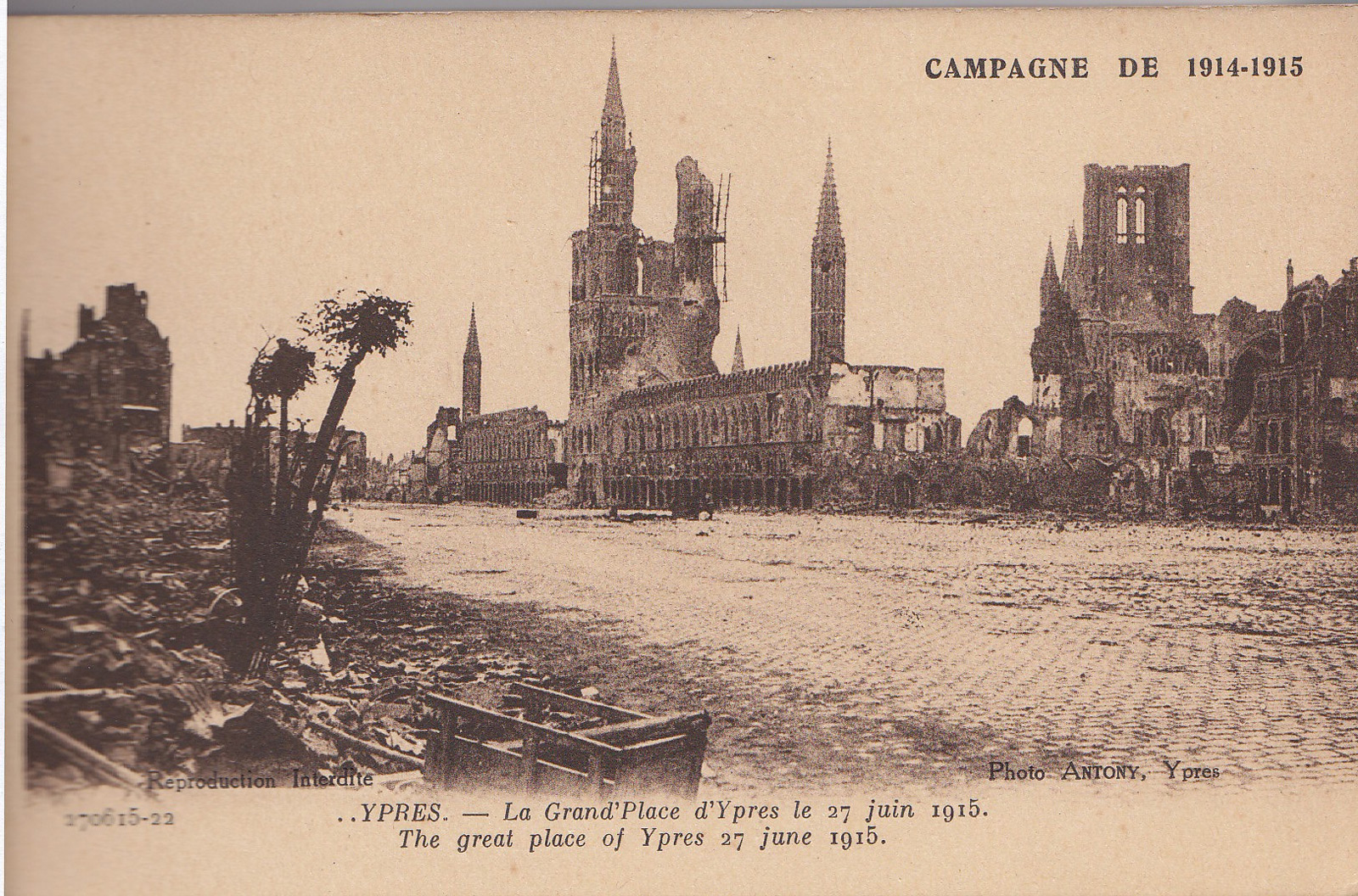
砲撃で破壊された後のイーペル

文献で最初にイーペルの文字が見られるのは、紀元前1世紀のことで、ローマ人によって襲撃されたことが知られている。中世には、『カンタベリー物語』で言及されたように、イングランドとの貿易によって40,000人の人口を持つ都市に成長した。13世紀にはラシャ工業が急発展し、ブリュッセル、ヘントに次ぐフランドルの大都市となった。このころに有名なゴシック様式の巨大な衣料会館、シント・マールテン聖堂などが建設された。人口は20万人を越え、街は大いに繁栄したが、戦略的に重要な位置を占めていたため、侵略に対して守備を固められなければならなかった。1385年に土塁の建造されたが、その一部は、リール門の近くに現在でも残っている。また、この時期にかけて住民の間で、猫（黒猫）が悪魔と魔法の象徴とされ、凶悪な悪魔を追い払うために掃討が行われた。今日ではこの習慣を忘れないために、3年毎に祭りが行われている。
その後、土塁はより丈夫な石造りと陶製の構造と部分的な濠とに作り替えられた。17、18世紀には、ハプスブルク家とブルボン家の争いの中、イーペルはさらに守備を固めることとなり、最重要部はフランス軍技術将校のヴォーバンによって、17世紀の終わりに完成することとなったが、幾度とない戦乱や宗教上の混乱によって街は徐々に衰退していった。

### 第一次世界大戦

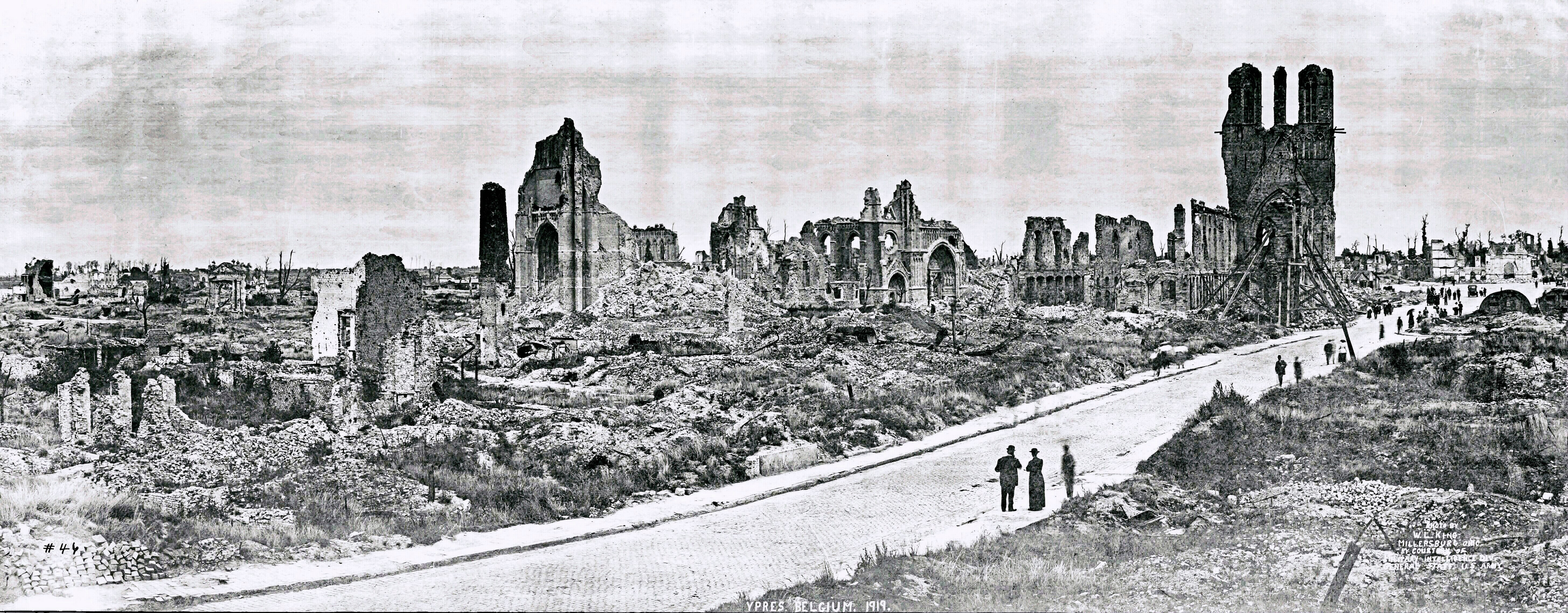
第一次世界大戦が終結した後、1919年の廃墟と化したイーペルの街並み

#### 第一次イーペルの戦い
1900年代に入り、勢力均衡の欧州の中で中立を表明していたベルギーは、それをイギリスによって条約で保証されていた。しかし1914年第一次世界大戦が始まると、ドイツ軍がベルギー北部からフランスに侵攻するシュリーフェン・プランに基づき、ベルギー領内に侵入してきた。イギリスは条約に基づき戦争に参加したが、ドイツ軍は3チームに分かれて都市を包囲・占領する作戦によって、瞬く間にベルギー北部の諸都市を占領していき、イーペルも占領された。対して壊走する連合国軍は、戦力を立て直しイーペル突出部周囲の丘上で、ドイツ軍に激しい反撃を加えた。この反撃は成功し、さらに街周辺部で1914年10月31日から11月22日まで会戦が行われ、連合軍はドイツ軍から街を奪取した。

#### 第二次イーペルの戦い
こうして一時は撤退したドイツ軍であったが、1915年4月22日から5月25日まで連合国軍に再攻撃を仕掛けた。この攻撃では人類史上最初の大規模毒ガス攻撃が行われた（最初の毒ガス使用は1915年1月のボリムフの戦いで）。使用された毒ガスは塩素であった。甚大な被害を受けた連合国軍は撤退、ドイツ軍が再び街を占領した。1917年秋には、イーペル近郊でマスタードガスが戦闘に使用された。この毒ガスが使用されたのも人類史上初めてで、都市の名前をとってイペリットとも呼ばれるようになった。

#### 第三次イーペルの戦い
1917年7月21日から、近郊のパッシェンデール村を主戦場とする3度目の会戦が始まった。ドイツ軍塹壕に突撃したイギリス人、カナダ人などの混成連合国軍は、1m前進するのに20名の兵士の命が奪われる程の、非常に激しいドイツ軍の抵抗にあった。3ヵ月にも及ぶ戦いで、両軍で50万人を超える犠牲者が出た。11月6日に戦闘が停止したとき、結局連合軍が奪回できたのは都市の峰東のみであった。街は大砲や銃の砲火によってほとんど壊滅し、パッシェンデール村は両軍の絶え間ない砲撃で完膚無きまでに破壊し尽された。

### 現代のイーペル

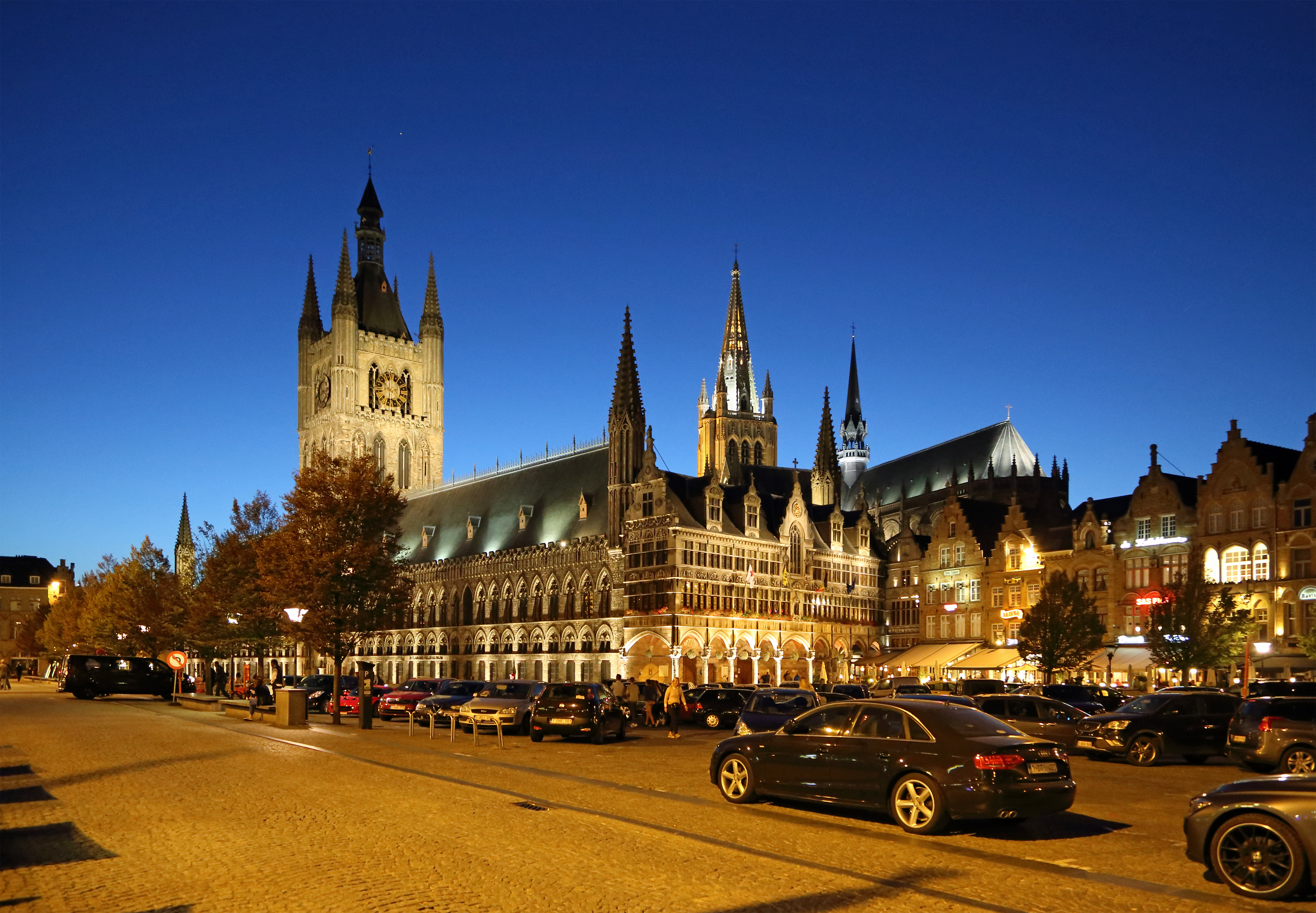
夜の衣料会館

戦後、衣料会館と市役所を含む中心街の主な区画では、出来るだけ元と同じような設計で、街は再建されていった（その他の地域は、より現代的な外観に様変わりした）。今日では、衣料会館はフランドルフィールズ博物館となり、第一次世界大戦でのイーペルについての展示が行われている。
戦争によって破壊されたイーペルは、再建後「平和都市」と呼ばれるようになった。さらに日本の広島市と緊密な友好関係を結んだ。戦場になったという事実（広島が世界で初めての核攻撃を受けたのに対し、イーペルは化学兵器が使用された最初の場所のうちの1つであった）もあり、両市は結束を深めた。

## 行事
- カッテンストゥッツ（Kattenstoet、キャットパレード） - 3年毎に5月の第2日曜日に開かれる[1]、おもちゃの猫と魔女による多彩なパレード。シープル（Cieper）とミネケ・プス（Minneke Poes）という巨大猫がパレードのトリをとる。2009年は5月10日に、第42回の猫祭りが開催された。
- イープル・ラリー - 1965年初開催。ヨーロッパ・ラリー選手権 (ERC) の人気イベント。2021年に世界ラリー選手権 (WRC) を初開催。

## 姉妹都市
- イギリス：シッティングボーン（ケント州、1964年から）
- ドイツ：ジーゲン（ノルトライン=ヴェストファーレン州、1967年から）
- フランス：サントメール（パ=ド=カレー県、1969年から）